# Ferrovia di Montebamboli
La ferrovia Montebamboli-Carbonifera, nata come Strada Ferrata Carbonifera e nota anche come Ferrovia di Montebamboli, era una ferrovia mineraria privata che collegava il sito minerario di Montebamboli, posto nel comune di Massa Marittima, con la zona portuale di Carbonifera, frazione di Piombino.

## Storia

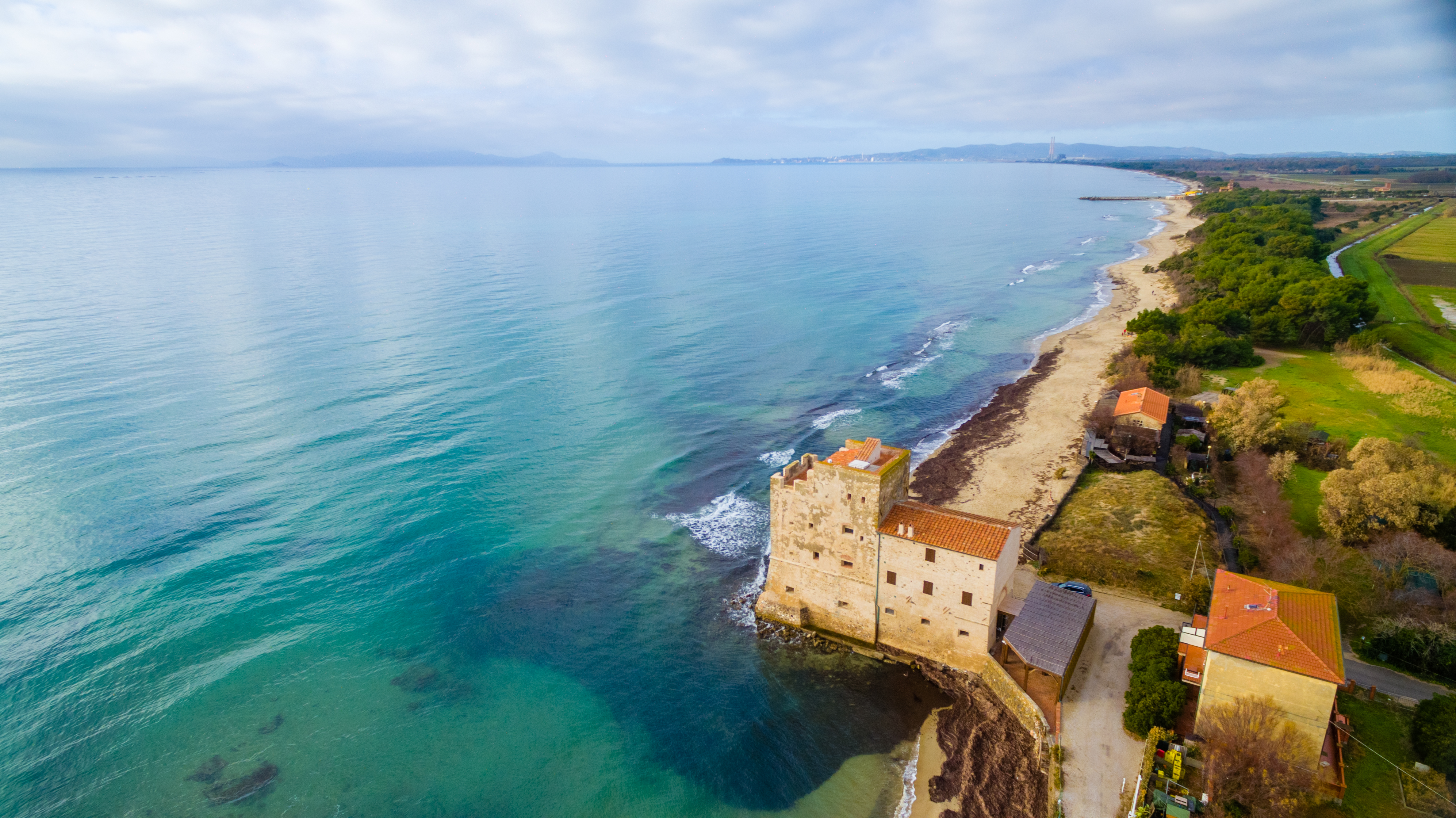
Presso Torre Mozza la linea si prolungava sopra un pontile per lo scarico della lignite sui battelli.

Nel 1839 fu accertata l’esistenza di alcuni banchi di lignite di ottima qualità nella zona di Montebamboli e venne costituita la Società Carbonifera Francese che dette il via ai lavori di escavazione, durante i quali si rinvenne il primo fossile di Oreopithecus – denominato bambolii dal luogo di ritrovamento – oltre a numerosi fossili animali. In seguito alla scoperta fu decisa la costruzione della Strada Ferrata Carbonifera per conto della Società Anonima per la Ferrovia di Montebamboli. L'infrastruttura entrò in esercizio nel 1849 e terminata completamente nel 1853:  fu previsto anche un progetto per il prolungamento fino a Massa Marittima (Piano di Mucini), ma non fu mai approvato poiché il tracciato presentava forti pendenze.
La ferrovia fu definitivamente abbandonata fra il 1901 e il 1903 mentre, con varie fasi alterne, la miniera rimase in attività fino al 1921 quando venne definitavamente chiusa.

## Caratteristiche
La ferrovia, a scartamento normale e a semplice binario, era lunga 26,023 km  e, presso Torre Mozza nel luogo oggi denominato Carbonifera, si prolungava sopra un pontile per lo scarico della lignite sui battelli. 
Particolarità della linea il fatto che la lignite venisse condotta a Carbonifera per gravità mentre i vagoni vuoti venivano riportati ai pozzi di estrazione con trazione animale. Si trattava di una vera e propria early railway – secondo la definizione della storiografia britannica
– cioè una ferrovia pionieristica, arrivata prima dei grandi collegamenti.
Il tracciato attraversava in più punti il torrente Milia, affluente del Cornia, e ancora oggi sono visibili i piloni ed i terrapieni sui quali poggiava la struttura ferroviaria.